# Герольд (коммуна)
«Герольд» — сельскохозяйственная коммуна, которая в 1925—1931 годах существовала возле станции Барыбино Подольского уезда Московской губернии. 
Коммуну основали придерживавшиеся левых убеждений евреи, прибывшие в СССР из США и Канады. Часть из них ранее эмигрировала из Российской империи до 1917 года.
Первоначально в коммуне состояло 37 семей, всего 70 человек, из них 18 женщин и 20 детей от 3 до 16 лет. В пользование им было предоставлено 4 колхоза с имуществом: «Ася», «Барыбино», «Уварово» и «Денисово». Коммунары занялись животноводством с применением американского способа силосного кормления. За 1926-27 годы число коров было увеличено с 26 до 60, а надои были доведены до 3050 литров на корову со средней жирностью молока 4,2% (в это время в среднем по России надои на корову составляли 1200 литров, при средней жирности 3,6%).
Уездный комитет ВКП (б) широко популяризировал коммуну среди крестьян-единоличников, студентов московских сельскохозяйственных вузов и сельскохозяйственных специалистов. Только за шесть месяцев 1928 года в коммуне побывало 1600 экскурсантов. Однако уполномоченный Центрального бюро Еврейской секции при ЦК ВКП(б) писал: «Из моих личных соображений, да и вообще из воздуха я чувствовал, что что-то в коммуне не ладно... Большая часть населения принадлежит к квалифицированной группе рабочих и привыкла жить хорошо... Непривычка к коллективной жизни вызывает раздражительность, в Америке жизнь даже беднейших слоёв населения индивидуализирована до предела... Члены коммуны приехали не из экономических соображений, а из идеологических. Некоторые и сейчас ещё достаточно обеспеченные люди, способные уехать обратно».
Уже к сентябрю 1926 года очень сильно сократился земельный фонд коммуны (с 400 десятин пахотной земли до 105), из 4 колхозов остался только один. Из 37 семей в коммуне осталось только 18, из 70 чел. осталось 32, ещё 7 заявили о скором выходе из коммуны и ждали финансового расчёта с ними. Члены коммуны говорили: «Мы чувствуем себя здесь похороненными заживо, лишними, никому не нужными людьми. Там, в Америке, каждый из нас был нужным винтиком в механизме, активным участником политической жизни. Мы посещали клубы, собрания, митинги. Здесь мы одиноки, всё серо, угрюмо и буднично. Не так мы себе всё представляли». Также выяснилось, что изначально договор коммуны на аренду предоставленной ей земли и инвентаря, заключённый с Центральным управлением государственного автомобильного завода (ЦУГАЗ), был оформлен с нарушениями и привёл к огромной задолженности и без того экономически нерентабельной коммуны. 
К концу 1931 года коммунары приняли решение ликвидировать коммуну и покинуть СССР.